# Нгараард
7°37′00″ пн. ш. 134°38′00″ сх. д. / 7.6167° пн. ш. 134.6333° сх. д.
Нгараард — восьмий штат Республіки Палау. Він розташований на північ від Бабелдаобу поруч із штатом Нгарчелонг, має площу 36 км² та населення 581 мешканця (2005 року).
Він має багато природних ресурсів, таких як ліси та прісна вода . Ландшафт переважно гірський, з піщаними пляжами в Десбедалі та мангровими заростями в Кейкелі.
Населення Нгараарда сильно змінилося. 1990 року населення становило 440 осіб, а 1996 року воно скоротилося до 360. 2000 року воно зросло до 638. У штаті є п'ять сіл: Чол, Елаб, Нгебукед, Нгкеклау та Уліманг — столиця штату.

## Історія
Історію Нгараарда можна розділити на чотири періоди: пануванню Іспанії, Німеччини та Японії до Другої світової війни.

### Іспанське володіння
За часів Іспанії священик на ім'я отець Луїс жив у Елабі, навчаючи жителів християнству. Однак жителі Нгараарду не прийняли християнства, тому він пішов до Мелекеока але там також нікого не було, тому він поїхав у Нгчесар. По дорозі в Нгчесар він загубився і захворів. Вождь дізнався про отця Луїса і послав людей шукати його. Вони знайшли отця Луїса дуже хворим, мелекеокіанці піклувалися про нього, поки він не помер.

### Німецьке володіння
За часів Німеччини німці ухвалили закони, згідно з якими палауанці мали працювати над вирощуванням різних рослин, а тих, хто відмовився, відправили до Нгебукеда для ув'язнення. Це одна з причин великої кількості кокосів у Палау. Німці також заборонили шлюб та будь яку релігію, окрім католицької. Деякі жителі Нгараарду переїхали в Ангаур, щоб працювати у фосфатних шахтах.

### Японське володіння
За часів Японії в Улімангу та Нгараарді існувала японська школа, яка пропонувала початкову освіту першого, другого та третього класів. Учні школи були з Нгардмау, Нгерчелонгу, Каянгеля та Нгараарда. Щоранку студенти мали збори і кланялися японцям на знак поваги та вірності японському імператору. Учні, які ігнорували свої уроки, були покарані, проводячи весь день на відкритому повітрі, дивлячись на сонце, або змушені були годинами носити відра води вгору та вниз по сходах.
У Нгараарді було два магазини, перший продавав солодощі та товари для одягу. Магазин Нанбоєкі купував кокоси з усіх островів. Люди, які не мали грошей, могли міняти кокосові горіхи на одяг. Багато жителів Нгараарда їздили працювати в Ангаур на добування фосфатів.

### Друга світова війна
Коли розпочалася Друга світова війна, більшість людей втекли до джунглів Нгебукеда. Люди, які хотіли поїхати на плантацію Таро або порибалити, потребували дозволу японських солдатів. Коли вони закінчували працювати на плантації таро або рибалити, вони повинні були доповісти японським солдатам, щоб повідомити їм, що вони закінчили. Коли почалися американські атаки, жителі Нгаарда були в жаху, тому що раніше ніхто не бачив літаків. Їх називали «великий птах з вогнем» (Meklou el kiued el ngarngii ngau el tuobed a ngerel). Протягом цього часу їжі не вистачало, оскільки японці продовжували забирати їжу у палауанців. Мешканці Нгараарду виходили вночі шукати їжу, оскільки американські літаки не прибували, але їм потрібно було бути обережними, тому що, якщо японські солдати побачать їх, вони загинуть.
Японцям наказали забрати палауанців і вбити їх. Японські солдати зустрілися з вождями палауанців, щоб обговорити, де розмістити мешканців Пелеліу, оскільки вони планували зробити Пелеліу своєю військовою базою. Ніхто з вождів не знав де поселити жителів Пелеліу.

## Прапор
Нещодавно Нгараард змінив свій прапор. Він складається з золотисто жовтої зірки на інтенсивному небесно блакитному полі. За зіркою вона має червону смужку від лівого нижнього кута до правого верхнього кута прапора. Зірка уособлює єдність штату Нгараард, а п'ять пальців зірки — п'ять сіл Нгараарду. Синій фон символізує небо та океан, що оточує штат Нгараард.